# Lycaena feredayi
Espèce
Lycaena feredayi est une espèce d'insectes lépidoptères (papillons) de la famille des Lycaenidae et de la sous-famille des Lycaeninae.

## Dénomination
Lycaena feredayi (Bates, 1867)
Synonymes : Chrysophanus feredayi (Bates, 1867) et Chrysophanus enysii (Butler, 1876)

### Noms vernaculaires
Il se nomme Glade Copper en anglais et Pepe Para Riki en Maori.

## Description
C'est un petit papillon au dessus de couleur marron à damiers orange, et au revers d'une couleur allant du jaune au marron vers l'extérieur

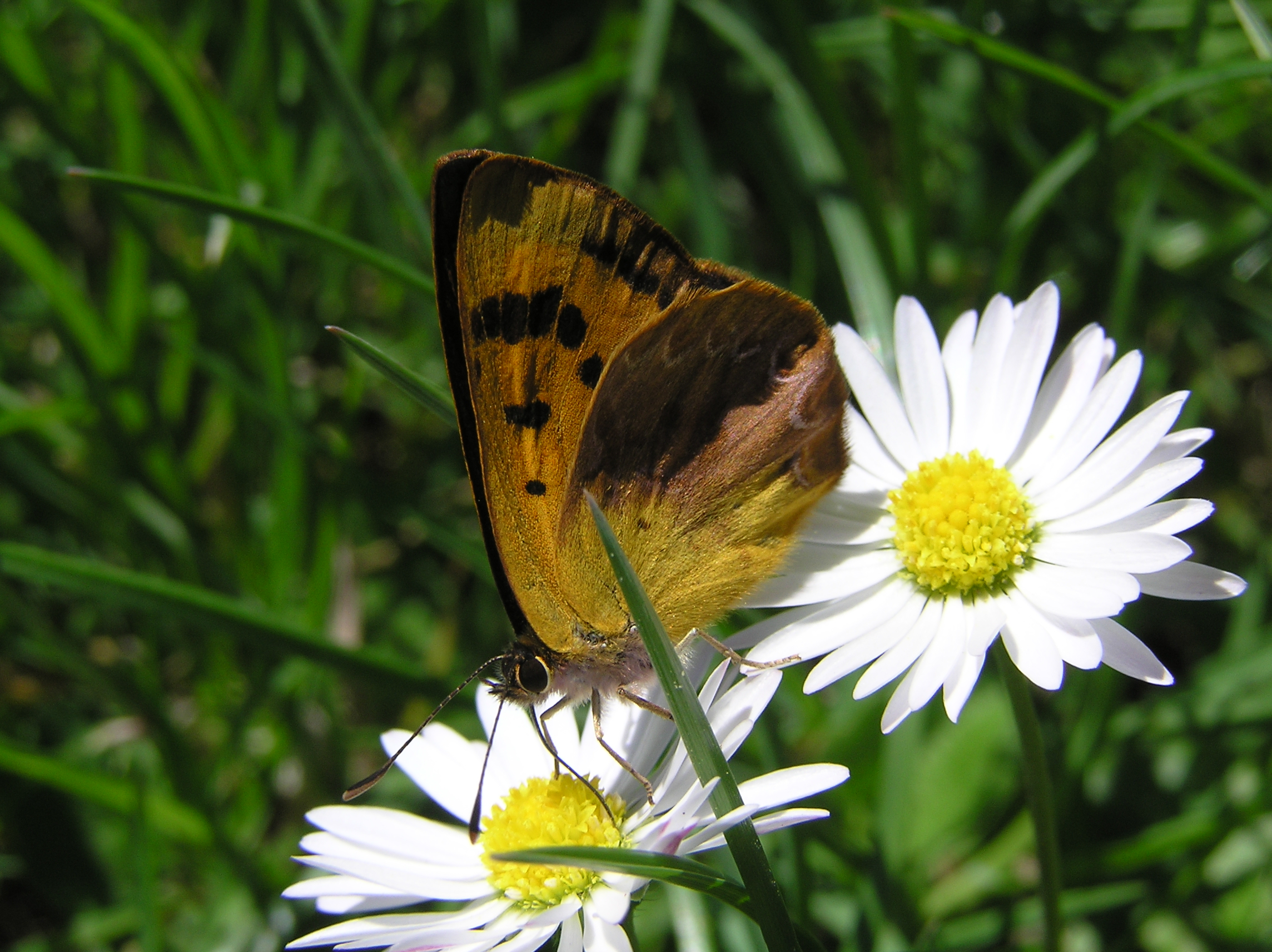
Revers

.

### Chenille
La chenille est de couleur verte.

## Biologie

### Période de vol
Il vole en deux générations en novembre et décembre puis en février et mars. Il ne s'éloigne pas de son aire.
Il hiverne à l'état de chenille.

### Plantes hôtes
Sa plante hôte est Muehlenbeckia australis.

## Écologie et distribution
Il est présent en Nouvelle-Zélande.